# داشا أستافيفا
داشا أستافيفا هي عارضة، ممثلة ومغنية أوكرانية ولدت في 4 أغسطس 1985.